# グリーンランドみずほ

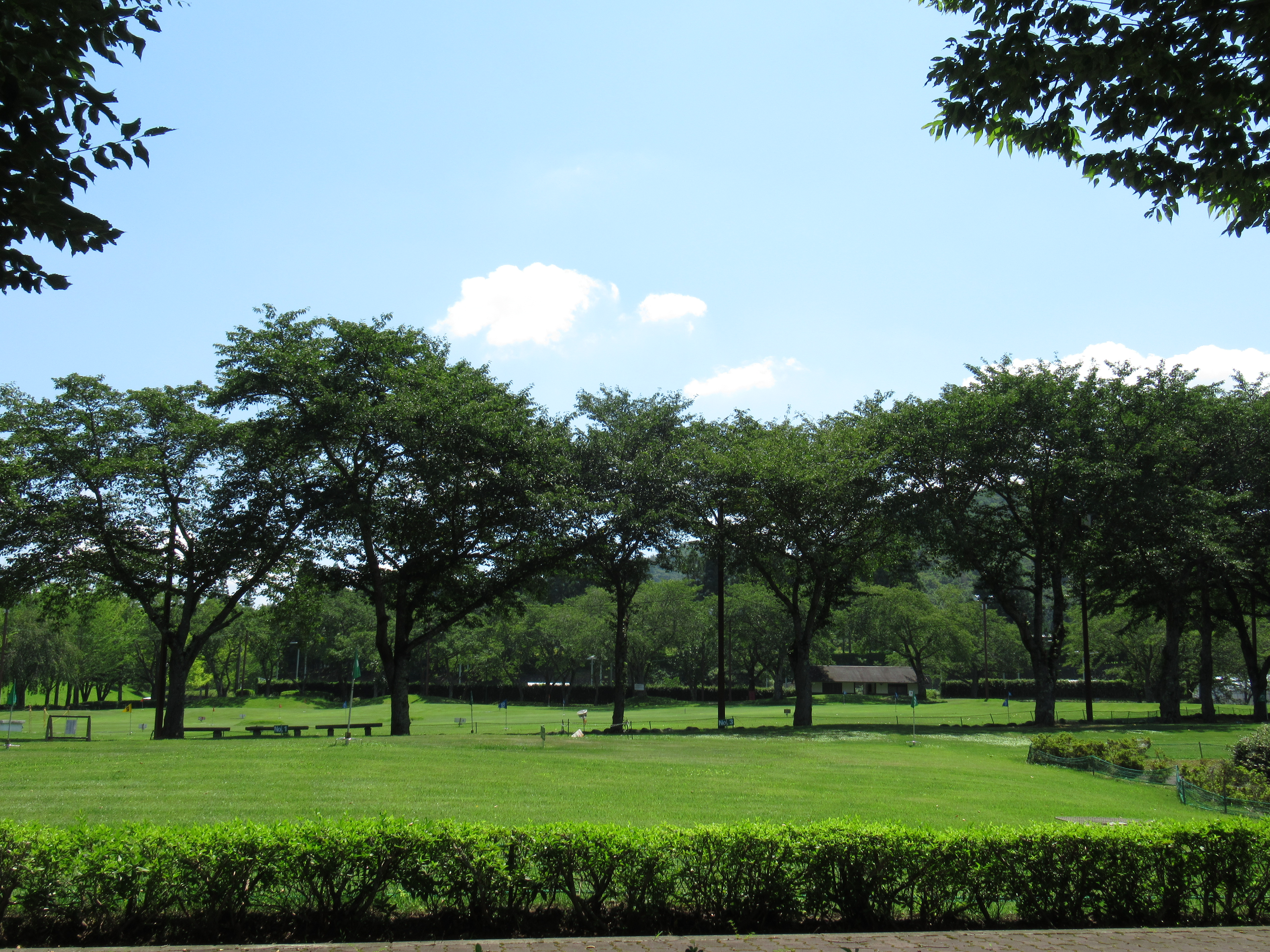
グラウンド・ゴルフ場

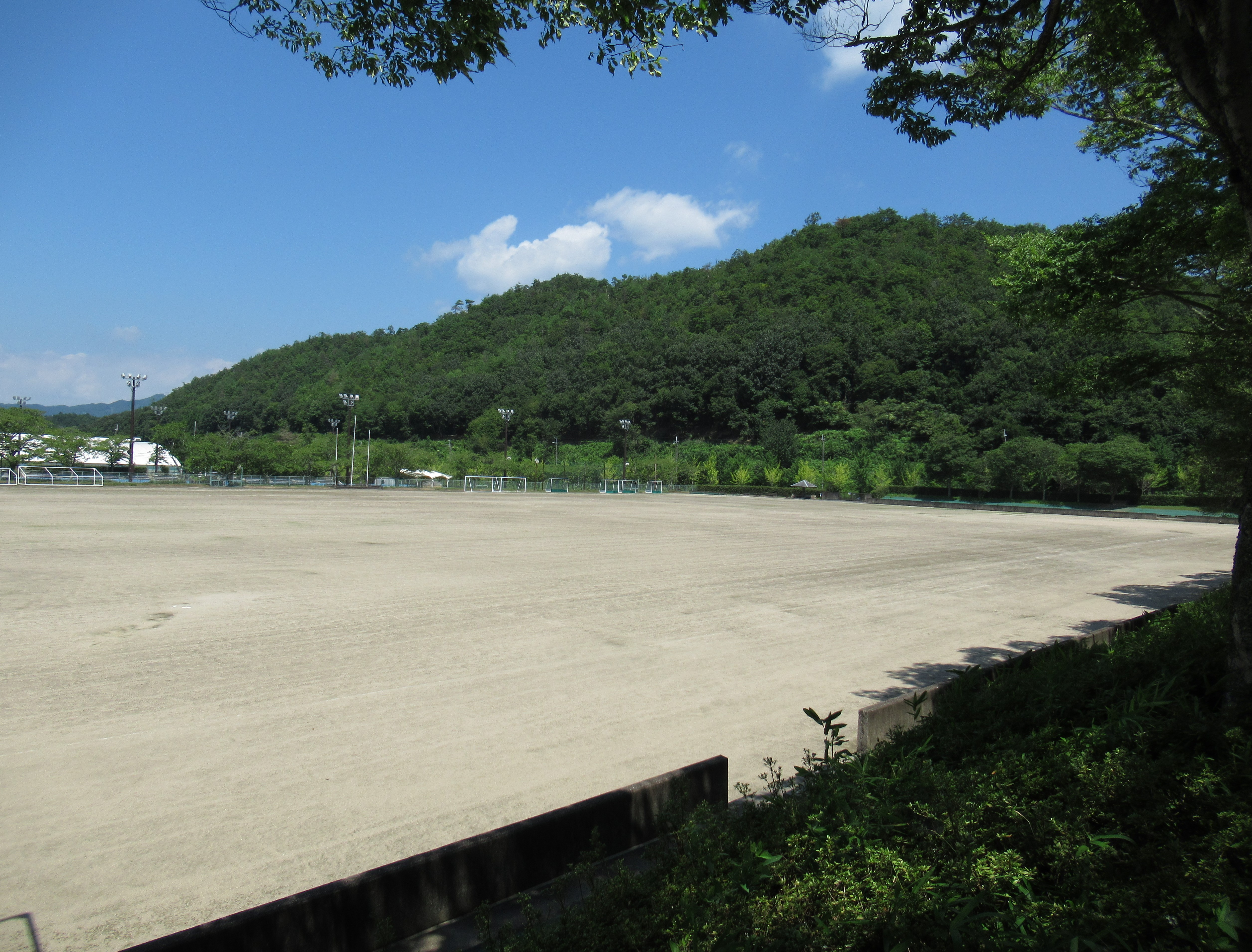
多目的グラウンド

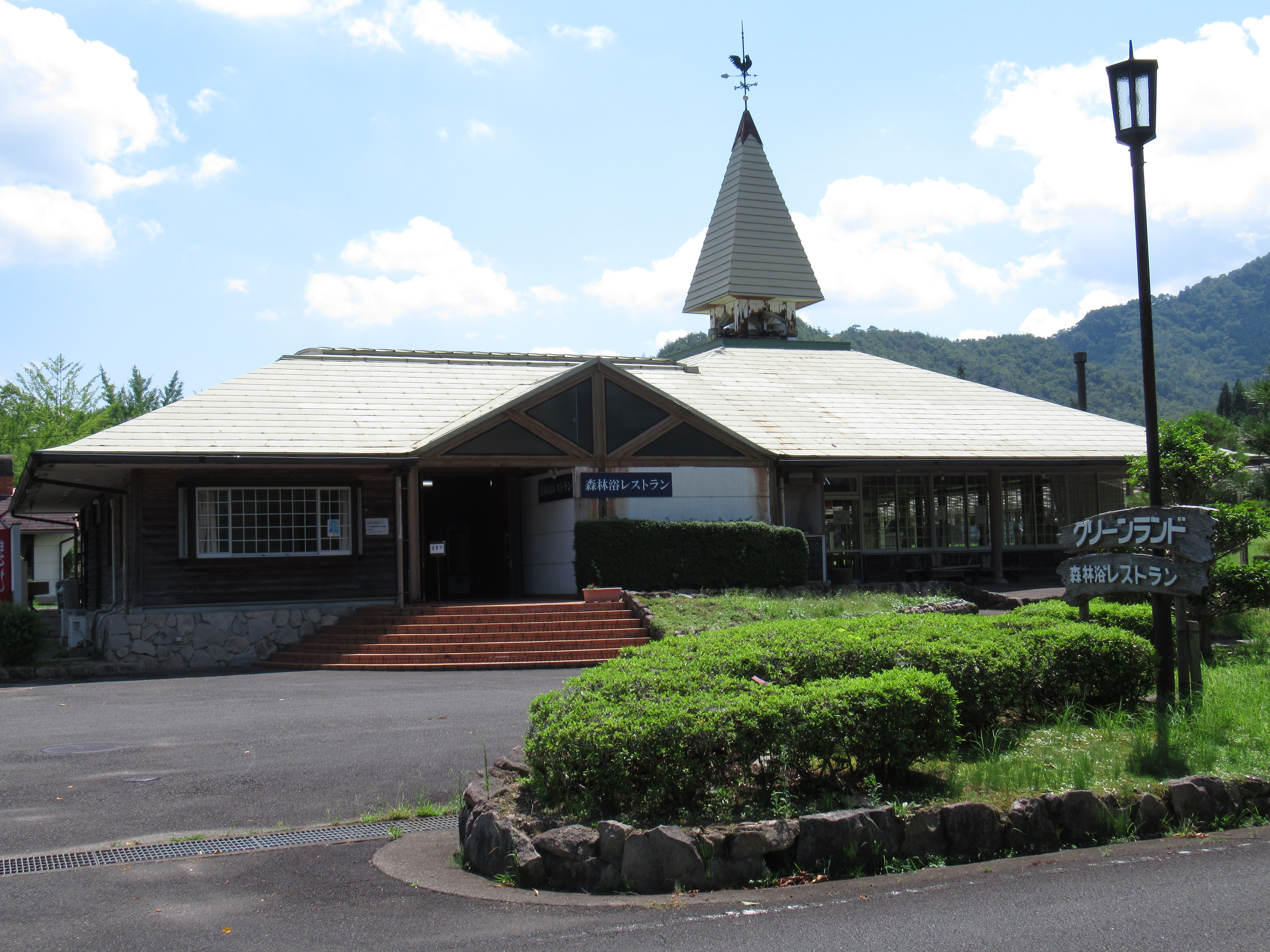
森林浴レストラン

グリーンランドみずほ は、京都府船井郡京丹波町（旧瑞穂町）大朴にある自然公園。国道173号沿いに位置している。
道の駅瑞穂の里・さらびきが隣接している。

## 概要
旧瑞穂町が、国道9号から国道173号を南に進入して車で数分の山あいに設置した公園。グリーンランドみずほ株式会社が運営している。

## 施設
それぞれ予約・料金が必要（公式ホームページにて確認のこと）
運動施設
- グラウンド・ゴルフ場（日本グラウンド・ゴルフ協会公認の認定コース、3コース24ホール）
- 多目的グラウンド
- 人工芝ホッケー場（1996年完成）
- 体育館
- 武道館
- テニスコート（6面）
- 屋内多目的広場（ゲートボール場4面）
- プール（7月中旬から8月下旬）

宿泊施設
- みずほガーデンロッジ（和室・洋室・レストラン）
- コテージ（5棟）
- 文化研修センター「あかまつ」（45畳和室、8畳和室の2室）

その他施設
- 農村交流体験実習館
- 体験農園
- 貸し農園
- 駐車場：無料・100台
- 入場料：無料（各施設を除く）

## アクセス
- 京都縦貫自動車道丹波ICから国道9号・国道173号経由で約20分